# Lomela pudica
Lomela pudica är en fjärilsart som beskrevs av Sergius G. Kiriakoff 1962 och som placeras i det egna släktet Lomela inom familjen tandspinnare. Inga underarter finns listade i Catalogue of Life.